# Pittosporum
Pittosporum Banks ex Gaertn. è un genere di piante della famiglia Pittosporaceae.

## Tassonomia
Il genere comprende oltre 250 specie.
Tra le specie più note, molto apprezzata come pianta ornamentale, vi è Pittosporum tobira, volgarmente nota come pitosforo.
Tra le specie coltivate si ricordano:
- P. colensoi, originario della Nuova Zelanda, con foglie verde-scuro variegato e fiori profumati, solitari, di colore rosso, fioritura estiva;
- P. undulatum, albero a grande sviluppo, originario dell'Australia;
- P. tenuifolium, albero originario della Nuova Zelanda;
- P. eugenioides, albero originario della Nuova Zelanda;
- P. crassifolium, della Nuova Zelanda.